# Tilman Herpichböhm
Tilman Herpichböhm (* 1984 in Augsburg) ist ein deutscher Jazzmusiker (Schlagzeug, Komposition).

## Leben und Wirken
Herpichböhm, der in einer Musikerfamilie aufwuchs, spielt seit seinem siebten Geburtstag Schlagzeug. Schon im Alter von zehn Jahren trat er, zunächst mit Trommelgruppen, später mit Bigbands, Rock- und Pop-Formationen sowie Jazz-Combos auf. Seit 2006 absolvierte er ein Instrumentalstudium an der Hochschule für Musik Nürnberg. 
Herpichböhm komponiert und arrangiert für sein mit Julian Bossert, Johannes Ludwig und Peter Christof hochkarätig besetztes Quartett Jilman Zilman, das drei Alben veröffentlichte und auch mit Simon Nabatov auf Tournee ging. Als Mitglied von Jan Kiesewetters Gammarama spielte er zwei Alben ein. Mit Monika Roscher und Tom Jahn bildete er das Trio TMT explosiv. Auch tritt er bei Los Molineros und im Trio Hathi mit Kiesewetter und Jahn auf. Weiterhin gehörte er zum  Quartett von Stefanie Boltz (The Door, Midwinter Tales) und arbeitete als Theatermusiker. 2014 erhielt er den Kunstförderpreis der Stadt Augsburg.
Seit 2020 ist Herpichböhm künstlerischer Leiter des Internationalen Augsburger Jazzsommers. 
Weiterhin ist er Dozent am Leopold-Mozart-Zentrum der Universität Augsburg und an der Hochschule für Musik Nürnberg. Er ist auch mit Jonas Herpichböhms Ohropack und auf Alben von Rebecca Trescher, Julian Bossert, Rafael Alcántara, der Uni Bigband Augsburg, der „Metropolmusik Nürnberg“  oder Fräulein Brecheisen zu hören.